# Saku Kinnunen
Saku Kinnunen (ur. 3 stycznia 1995 w Kuhmo) – fiński hokeista.
Jego brat Severi (ur. 1997) został bramkarzem hokejowym.

## Kariera
- KalPa U16 (2009-2010)
- KalPa U17 (2011)
- KalPa U18 (2010-2012)
- KalPa U20 (2011-2016)
- KalPa (2013-2016)
  -  Hokki (2014/2015)
  -  Jukurit (2015/2016)
- IPK (2016-2017)
- KalPa (2017)
- IPK (2017-2020)
- KalPa (2020)
- Västerviks IK (2020-2021)
- KooKoo (2021)
- Cracovia (2021-2023)
- IPK (2023-)

Wychowanek klubu KuKi HT. Karierę rozwijał w zespołach juniorskich klubu Kalevan Pallo. Po przejściu kolejnych kategorii juniorskich od 2013 występował w drużynie seniorskiej w rozgrywkach Liiga. Od 2016 przez cztery sezony grał w drużynie IPK w drugoligowych rozgrywkach Mestis (stamtąd trafiał  do KalPa w 2017 i ww 2020). W kwietniu 2020 przeszedł do szwedzkiego klubu Västerviks IK. Pod koniec lutego 2021 przeszedł do fińskiego KooKoo. W sierpniu 2021 został zawodnikiem Cracovii w Polskiej Hokej Lidze. Od lipca 2023 ponownie w IPK.
Uczestniczył w turniejach mistrzostw świata do lat 18 edycji 2013, mistrzostw świata juniorów do lat 20 edycji 2014.

## Sukcesy
Reprezentacyjne
- Brązowy medal mistrzostw świata juniorów do lat 18: 2013
- Złoty medal mistrzostw świata juniorów do lat 20: 2014

Klubowe
- Brązowy medal SM-liiga U20: 2016 z Kalpa U20
- Puchar Polski: 2021 z Cracovią
- Puchar Kontynentalny: 2022 z Cracovią

Indywidualne
- Mestis (2019/2020): pierwszy skład gwiazd
- Puchar Kontynentalny 2021/2022#Superfinał: pierwsze miejsce w klasyfikacji +/- w turnieju: +3[12]